# Caroline Grane
Ulla Johanna Caroline Grane, född 19 april 1978 i Stockholm , är en svensk fastighetsmäklare som är verksam i New York, USA samt en av de medverkande i den svenska reality-serien Svenska Hollywoodfruar på TV3.
Grane är uppväxt i Stockholm och flyttade för elva år sedan till New York, USA för att arbeta som fastighetsmäklare. Hon har en MBA i finans och arbetar på den amerikanska fastighetsbyrån Nest seekers. Grane är barndomsvän med Fredrik Eklund och har även synts i hans program Million Dollar Listing New York på NBC-ägda Bravo.
Grane tackade ja till att medverka i den åttonde säsongen av den svenska reality-serien Svenska Hollywoodfruar på TV3 då skådespelerskan Britt Ekland valt att hoppa av. Den åttonde säsongen av Svenska Hollywoodfruar hade premiär på TV3 7 april 2015. 